# 牽引式 (航空機)

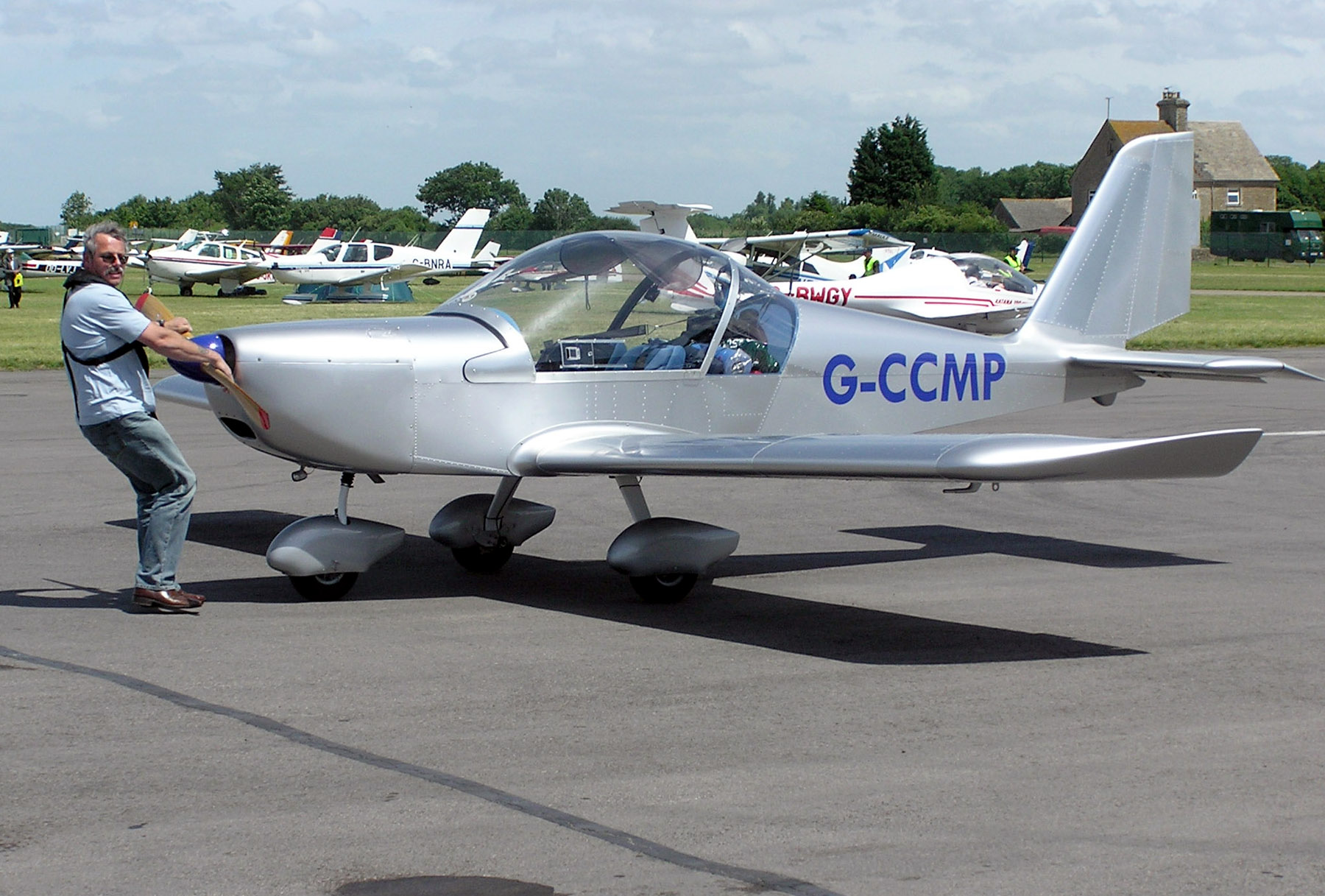
エアロテクニック EV97A ユーロスター
一般的な牽引式航空機。

航空機における牽引式（けんいんしき、tractor configuration）とは、プロペラが機体前部に設置されている形式のことで、プロペラの回転によって生ずる空気の流れは機体を「引っ張る」形になる。これに対して推進式（プッシャー式、pusher configuration）では、プロペラが機体後部に設置されるため機体を「押し出す」形になる。牽引式と推進式が併用されている場合はプッシュプル式と呼ばれる。
初期の動力式航空機では、牽引式と推進式は両方ともごく一般的に採用されていた。しかし、第一次世界大戦中期に推進式を採用する傾向が薄れて牽引式が支配的になると、今日ではプロペラ機といえば特に言及しない限り牽引式のものを指すようになっている。
軍事的視点から見て当初問題になったのは、単発・牽引式の航空機は銃弾をプロペラブレードに当てることなく回転域を通過させられないことであった。初期の解決方法は、ライフルや機関銃を回転域の外側に配置し、（照準が困難になるが）角度のある状態で射撃する、または複葉機の上翼からプロペラの回転域の上を飛び越える形で撃つことであった。
最初にプロペラ回転域を通過させる方法を開発したのは、フランスの航空メーカーモラーヌ・ソルニエ社の技師、ユージン・ギルバートであった。彼はモラーヌ・ソルニエType L（単葉機）のプロペラブレードに金属製の"楔状偏向板"を取り付け、もし銃弾が当たっても弾くことができるように改造した。これはフランス空軍のローラン・ギャロスによって早速使用され成功を収めた。また、少なくともイギリスの王立海軍航空隊（RNAS：Royal Naval Air Service）のソッピース・タブロイド（複葉機）1機でも使用された。
最終的にこの問題は、プロペラ同調装置の登場によって解決された。最初に装備されたのは1915年、ドイツのフォッカー E.I単葉機で、イギリスではソッピース・ストラッター（複葉機）に装備される1916年前半まで牽引式の機体には搭載されなかった。
別の解決策としては、プロペラの回転軸内に銃身を通したり（モーターカノン）、主翼に機銃を設置したりすることが行われた。後者の方法は1930年代前半から一般的となり、航空機のエンジンがジェット化するまで続くことになった。